# Battaglia di San Giuliano
La battaglia di San Giuliano fu uno scontro avvenuto il 26 ottobre 1860 a San Giuliano (frazione di Teano) tra l'Esercito piemontese e l'esercito borbonico.

## Contesto storico
Il Regno di Sardegna, con la seconda guerra d'indipendenza aveva annesso la Lombardia (esclusa Mantova) e nei mesi successivi, in seguito a plebisciti, anche le ex Legazioni pontificie di Bologna, Ferrara, Ravenna e Forlì. Anche il Ducato di Modena, il Ducato di Parma e Piacenza e il Granducato di Toscana erano entrati a far parte dei domini di Vittorio Emanuele II.
Dopo pochi mesi, Garibaldi aveva conquistato tutto il meridione d'Italia con la spedizione dei Mille; le regioni meridionali erano però separate da quelle settentrionali dalla presenza dello Stato Pontificio. Vittorio Emanuele II decise allora di intervenire con il proprio esercito per annettere Marche ed Umbria, ancora nelle mani del Papa, allo scopo di unire il nord e il sud d'Italia e lasciando allo Stato della Chiesa soltanto il Lazio. Il 3 ottobre 1860 Vittorio Emanuele II, al comando dell'armata piemontese, mosse verso il Regno delle Due Sicilie senza dichiarazione di guerra causando la reazione e la rottura delle relazioni diplomatiche di Spagna e di Russia con il Regno di Sardegna, mentre l'Impero austriaco inviava le sue truppe verso il Mincio. La Francia, pur non facendo dichiarazioni ostili ritirò il suo ambasciatore, mentre la regina Vittoria ed il ministro degli esteri britannico John Russell convinsero i Prussiani a non ostacolare il processo di unificazione italiana in corso, isolando in questo modo l'Austria che non intervenne.
Il 12 ottobre Vittorio Emanuele II varcò il confine tra lo Stato della Chiesa ed il Regno delle Due Sicilie delimitato dal fiume Tronto, mentre il 21 ottobre un plebiscito approvò l'annessione della Sicilia e del Regno di Napoli al nascente Regno d'Italia.

## La battaglia
Dopo la disfatta del 1º ottobre 1860 nella battaglia del Volturno, in cui le truppe borboniche vennero pesantemente sconfitte dai garibaldini, le retroguardie borboniche si fermarono a San Giuliano, assumendo la funzione di avanguardia dell'esercito napoletano schierato alla difesa di Gaeta.
La battaglia fu uno scontro strategico fondamentale nella storia del Risorgimento Italiano in quanto l'esercito piemontese, sconfiggendo pesantemente quello borbonico, determinò la resa della fortezza borbonica di Capua (avvenuta il 2 novembre). Allo stesso tempo, aprì alle truppe piemontesi la strada verso Gaeta, ultimo baluardo del Regno delle Due Sicilie che sarebbe poi caduto il 13 febbraio 1861, poco più di un mese prima della proclamazione del Regno d’Italia.
Nello stesso giorno ebbe luogo lo storico incontro tra Giuseppe Garibaldi e Vittorio Emanuele II e l'occupazione pacifica di Teano, in quanto i borbonici abbandonarono la città il giorno stesso.

## Conseguenze politiche
Il giorno dopo, il titolare del Foreign Office sir John Russel scrisse una lettera in difesa dell'indipendenza italiana inviandola alla corte di Vittorio Emanuele II: "Il governo di Sua Maestà rivolgerà il suo sguardo alla gratificante prospettiva di un popolo che sta costruendo il grande edificio delle proprie libertà e sta consolidando il proprio processo d'indipendenza, augurando simpatie e benefici in Europa" (27 ottobre 1860).
Il 7 novembre Vittorio Emanuele II entrò a Napoli, prendendo ufficialmente possesso del Regno che con il plebiscito del 21 ottobre aveva accettato l'unione al Regno sardo-piemontese.